# Johannes Begier
 Johannes Begier  (* 12. April 1886 in Preetz; † 18. November 1969 in Ehrhorn) war ein deutscher Politiker der SPD und Mitglied der Hamburgischen Bürgerschaft.

## Leben und Politik
Johannes Begier wuchs als Sohn einer Arbeiterfamilie auf. Er selbst machte nach der Volksschule eine Ausbildung zum Buchdrucker und Setzer. Danach siedelte er nach Hamburg über und war dort bis zum Ende des Ersten Weltkrieges als Gastwirt tätig. Er wurde 1919 Jugendleiter der Sozialdemokratischen Partei und war von 1919 bis 1923 Parteisekretär in Hamburg. Danach war er von 1923 bis 1933 Geschäftsführer der Verlagsanstalt Auer. Daneben gehörte er von 1919 bis 1923 der Presskommission beim Hamburger Echo an. In dieser Zeit wurde er auch als Gesellschafter der SPD-Parteizeitung „Alte Liebe“ in Cuxhaven und des „Bergedorfer-Sander Volksblattes“ genannt.
Johannes Begier trat 1905 der Gewerkschaft und 1907 in die SPD ein. Bei den Sozialdemokraten blieb er bis zum Verbot 1933 deren Mitglied. Auch nach dem Zweiten Weltkrieg und der Wiedergründung der SPD trat er ihr wieder bei. Er gehörte für seine Partei der Hamburgischen Bürgerschaft von 1920 bis 1921 an. In dieser Zeit nahm er an den beiden Reichsweiten SPD-Parteitagen in Weimar (1919) und Kassel (1920) teil.
Während des Nationalsozialismus verlor er seinen Arbeitsplatz und wurde politisch verfolgt. In den Jahren 1943 bis 1945 wurde er Luftschutzpolizei verpflichtet. Nach dem Krieg wurde er 1945 von der AWO Hamburg als leitender Direktor des "Nordsee-Sanatoriums" nach Westerland auf Sylt entsandt. Politisch war er zwischen 1949 und 1952 als Kreistagsabgeordneter sowie Stadtverordneter tätig.